# Elisentreppe

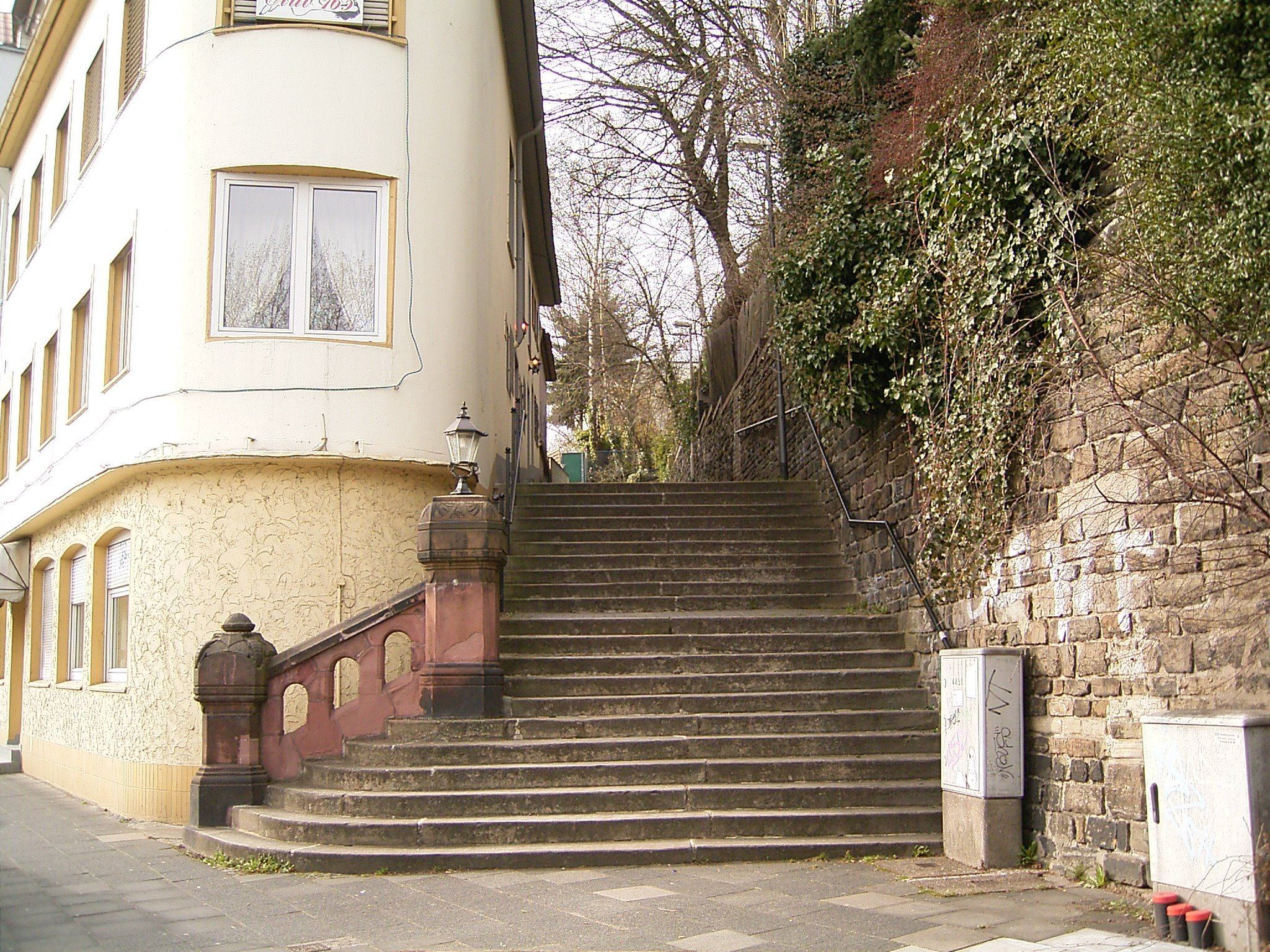
Die Elisentreppe

Die Elisentreppe (auch Treppe Am Wunderbau) ist eine 1905 gebaute denkmalgeschützte Freitreppe in Wuppertal.
Mit 41 Stufen verbindet sie im Stadtbezirk Elberfeld die Straße Hofkamp mit der Elisenstraße, die am unteren Hang der Anhöhe der Hardt liegt. Die Elisenstraße, und demnach die Treppe, erhielt ihren Namen nach der Elisenhöhe auf der Hardt. Die Elisenhöhe war ursprünglich Standort einer Windmühle, die der Elberfelder Fabrikant und Stadtrat Engelbert Eller (1799–1861) erwarb und zu einem Aussichtsturm umbauen ließ. Er verwendete den Namen mit Erlaubnis des preußischen Kronprinzen Friedrich Wilhelm (später König Friedrich Wilhelm IV.) zu Ehren dessen Gemahlin Elisabeth (1801–1873).
Am Anfang der Treppe war in dem Bügeleisenhaus einstmals die Gaststätte „Elisenstübchen“ beheimatet. Die Denkmaleigenschaft der Treppe wurde am 26. Juni 1996 festgestellt.
Im Februar 2009 war die Treppe für eine Woche gesperrt, da sie durch Frostschäden beschädigt war. Eine größere Sanierung wurde im Jahr 2000 durchgeführt.